# صائد الجوائز (فلم)
صائد الجوائز  (بالإنجليزية: The Bounty Hunter) هو فيلم حركة تم إنتاجه في الولايات المتحدة وصدر في سنة 2010. الفيلم من إخراج أندي تننت.

## بطولة
- جينيفر أنيستون
- جيرارد بتلر

## القصة
تدور أحداث الفيلم حول ضابط سابق يعمل على اصطياد الاشخاص الهاربين من المحاكمة ليحصل على المكافئات ويتصادف أن تكون زوجته السابقة مطلوبة للمحاكمة فيلاحقها ليكتشف انها مازات تحبه ويساعدها في مهمتها في إطار كوميدي شيق

## الميزانية والإيرادات
بلغت تكلفة إنتاج الفيلم حوالي 40–50 مليون دولار بينما حقق أرباحا تقدر بـ 136,333,522 , 23,310,266  دولار.

## روابط خارجية
- الموقع الرسمي
- مقالات تستعمل روابط فنية بلا صلة مع ويكي بيانات